# Rogério Luiz da Silva
Rogério Luiz da Silva, meglio noto come Rogério (12 giugno 1982), è un ex calciatore brasiliano, di ruolo attaccante.
Ha vissuto i suoi migliori anni calcistici in Svizzera, segnando 40 reti in campionato.

## Carriera

### Club
Dopo aver iniziato in patria, nel 2003 si trasferisce in Svizzera, dove gioca i suoi anni migliori all'Aarau (nel 2008 chiude la stagione con 12 gol in 35 giornate di campionato, sesto nella classifica marcatori del torneo). Dal luglio 2010 si ritira dal calcio professionistico.
Totalizza più di 200 presenze in carriera, 167 nella prima divisione svizzera e 6 in Coppa UEFA con la divisa del Grasshoppers, competizione nella quale sigla anche un gol ai finlandesi del MyPa (0-3). In 13 incontri di Coppa Svizzera realizza 9 gol.

## Palmarès

### Club

#### Competizioni statali
- Supercampeonato Paulista: 1

San Paolo: 2002

#### Competizioni nazionali
- Coppa Svizzera: 1

Wil: 2003-2004